# Max Frei
Dr. Max Frei (ook wel Dr. Max Frei-Sulzer genaamd) (Zürich, 8 maart 1913 – 14 januari 1983) was een Zwitsers forensisch criminoloog en hoogleraar criminologie aan de universiteit van Zürich.
Frei is vooral bekend van enkele opvallende en controversiële onderzoeken. Zo concludeerde hij dat de Lijkwade van Turijn authentiek is aan de hand van graspollen die hij op de lijkwade had aangetroffen. Max Frei was ook een van de onderzoekers die verkeerdelijk concludeerden dat het Dagboek van Hitler authentiek is.
De graspollen die Frei had aangetroffen op de Lijkwade van Turijn, had hij naar eigen zeggen eerder ook op de Zweetdoek van Oviedo aangetroffen, wat mede leidde tot de conclusie dat de Zweetdoek van Oviedo en de Lijkwade van Turijn mogelijk hetzelfde lichaam hebben bedekt.
Verder onderzocht hij het vliegtuigwrak van de Douglas DC-6 waarin tweede Secretaris-Generaal van de Verenigde Naties Dag Hammarskjöld is omgekomen door het wrak te laten smelten om eventuele projectielen te kunnen isoleren, wat erg negatieve gevolgen had voor mogelijk verder onderzoek naar de vliegtuigcrash.
De onderzoeken van Frei stonden vaak ter discussie. Door velen werd hij als onbetrouwbaar bestempeld, mede omdat hij op zijn werk geschorst was wegens het vervalsen van bewijsmateriaal om verdachten veroordeeld te krijgen. Ook werd Frei ervan verdacht dat hij gesjoemeld had met het bewijsmateriaal van de Lijkwade van Turijn. Bij het onderzoek naar het Dagboek van Hitler verklaarde Frei, als expert in handschriften, het dagboek authentiek. Korte tijd later werd aangetoond dat het Dagboek van Hitler een vervalsing was. Max Frei had (net als de andere onderzoekers die het Dagboek van Hitler hadden onderzocht en authentiek verklaard) een vervalste vergelijkingstekst te zien gekregen.
Aan het einde van zijn leven werkte Frei aan een boek over de pollentheorie op de Lijkwade van Turijn. Hij overleed echter voordat hij het boek kon afmaken. Hij was getrouwd en had één zoon.